# Liste du patrimoine culturel immatériel de l'humanité en Malaisie
Cet article recense les pratiques inscrites au patrimoine culturel immatériel en Malaisie.

## Statistiques
La Malaisie ratifie la convention pour la sauvegarde du patrimoine culturel immatériel le 27 juillet 2013. La première pratique protégée est inscrite en 2008.
En 2023, la Malaisie compte 9 éléments inscrits au patrimoine culturel immatériel, 8 sur la liste représentative et 1 sur la liste du patrimoine immatériel nécessitant une sauvegarde urgente.

## Listes

### Liste représentative
Les éléments suivants sont inscrits sur la liste représentative du patrimoine culturel immatériel de l'humanité :
| Élément | Type | Subdivision | Année | Lien  | Notes                                                          | Illus. |
| --- | --- | ----------- | ----- | ----- | -------------------------------------------------------------- | ------ |
| Le théâtre Mak Yong | arts du spectacle | Kelantan    | 2008  | 00167 |                                                                |        |
| Le Dondang Sayang | arts du spectacle | Melaka      | 2018  | 01410 |                                                                |        |
| Le silat (en) | connaissances et pratiques concernant la nature et l'univers                                                                                    |             | 2019  | 01504 |                                                                |        |
| La cérémonie Ong Chun/Wangchuan/Wangkang, les rituels et les pratiques associées pour entretenir le lien durable entre l'homme et l'océan | pratiques sociales, rituels et événements festifs                                                                                               | Malacca     | 2020  | 01608 | Partagé avec la Chine                                          |        |
| Le pantun | traditions et expressions orales |             | 2020  | 01613 | Partagé avec l'Indonésie                                       |        |
| Le songket | savoir-faire liés à l’artisanat traditionnel |             | 2021  | 01505 |                                                                |        |
| La culture du petit déjeuner en Malaisie : expérience culinaire dans une société multiethnique                                            | traditions et expressions orales pratiques sociales, rituels et événements festifs connaissances et pratiques concernant la nature et l'univers |             | 2024  | 02113 |                                                                |        |
| La kebaya : connaissances, savoir-faire, traditions et pratiques                                                                          | savoir-faire liés à l'artisanat traditionnel |             | 2024  | 02090 | Partagé avec le Brunei, l'Indonésie, Singapour et la Thaïlande |        |

### Patrimoine immatériel nécessitant une sauvegarde urgente
La Malaisie compte un élément listé sur la liste du patrimoine immatériel nécessitant une sauvegarde urgente :
| Élément            | Type              | Subdivision        | Année | Lien  | Notes | Illus. |
| ------------------ | ----------------- | ------------------ | ----- | ----- | ----- | ------ |
| Le Mek Mulung (en) | arts du spectacle | Wang Tepus (Kedah) | 2023  | 01610 |       |        |

### Registre des meilleures pratiques de sauvegarde
La Malaisie ne compte aucune pratique listée au registre des meilleures pratiques de sauvegarde.